# Roka-Kōen

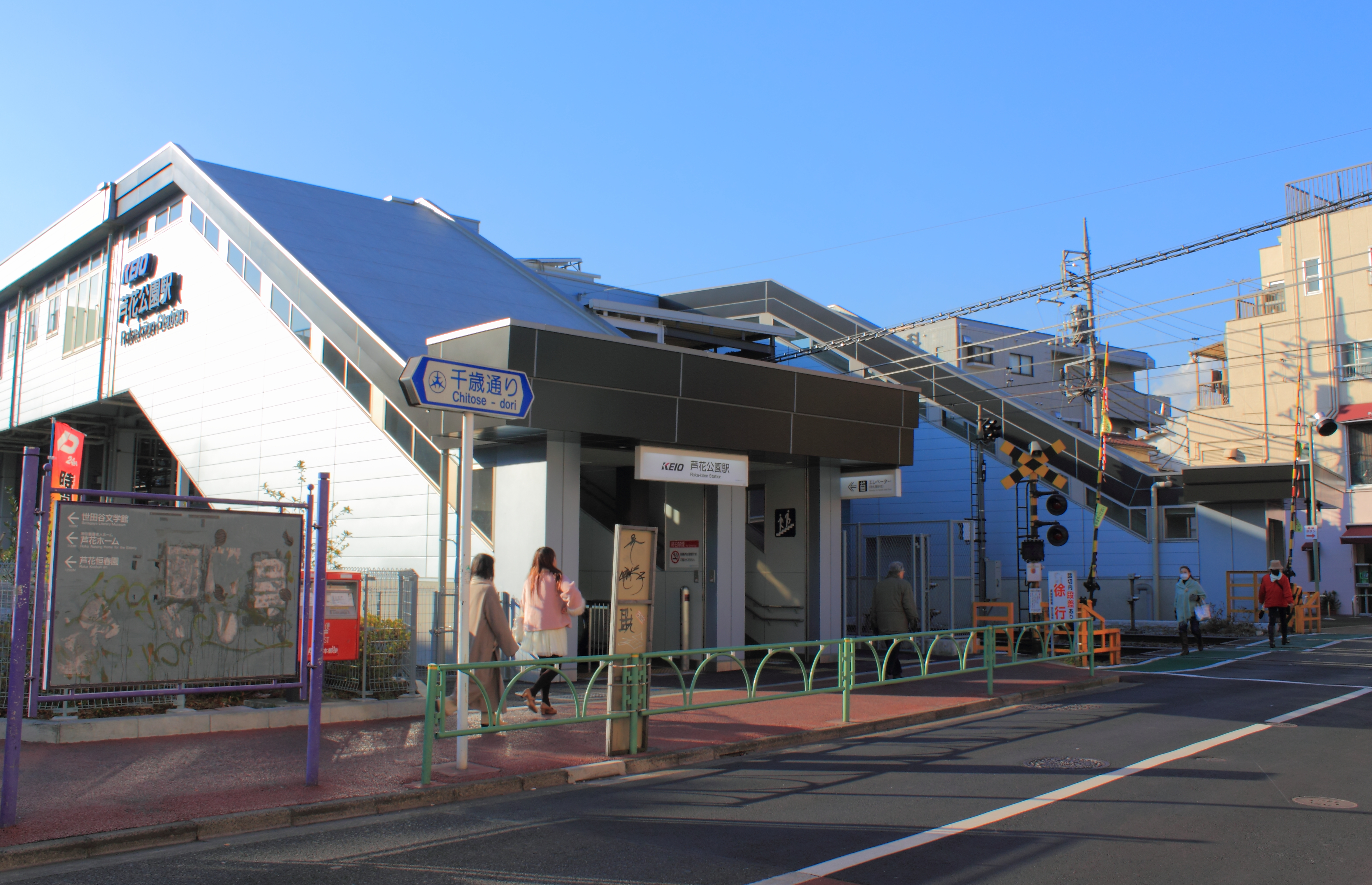
La gare de Roka-Kōen.

Roka-Kōen (芦花公園) est un quartier de la banlieue ouest de Tokyo, situé dans l'arrondissement de Setagaya (世田谷区, Setagaya-ku).

## La gare
L'unique gare de Roka-Kōen (芦花公園駅, Roka-Kōen Eki) est desservie par la ligne Keiō (京王線, Keiō Sen) du Réseau Keiō. Inaugurée le 15 avril 1913 sous le nom de Gare Kami-Takaido (上高井戸駅, Kami-Takaido Eki), elle n'adopta son nom actuel que le 1er septembre 1937.
Seuls les trains locaux (各駅停車, Kakuekiteisha) s'arrêtent à Roka-Kōen. Ces trains desservent :
1. ■ Quai Sud : Chōfu (調布)・Hashimoto (橋本)・Keiō Hachiōji (京王八王子)・Takaosan Guchi (高尾山口)
2. ■ Quai Nord : Meidaimae (明大前)・Sasazuka (笹塚)・Shinjuku (新宿)・Ligne Tōei-Shinjuku (都営新宿線)